# Марискаль-Эстигаррибия
Марискаль-Эстигаррибия — город в департаменте Бокерон в Парагвае.

## История
18 декабря 1944 года город, который до этого уже менял название с Фортин Лопес де Филиппис на Фортин Хенераль Камачо, был переименован снова: на этот раз он получил название в честь победоносного полководца Чакской войны, Хосе Феликса Эстигаррибии. Соответствующий декрет под номером 6427 был подписан Ихинио Мориниго, президентом Республики Парагвай. Данное поселение имело обширную площадь с момента основания до образования и последующего отделения в 2006 году двух новых регионов: Филадельфии и Лома Платы (исп.).
В то время как город Марискаль-Эстигаррибия формально существует с 1944 года, только в начале 1980-х годов руководство приступило к созданию генерального плана и собственно оформлению границ города, что привлекло бы новых жителей. До этого момента официально земли под гражданские застройки выделено не было, и единственными обитателями были военные и местные жители, обитавшие в селении Санта Тересита. В настоящее время проживание обеспечивается за счёт государственных учреждений, таких как областная больница, местный муниципалитет, корпус пехотной дивизии. Юбилей города начали отмечать только с 1998 года, когда глава отдела культуры муниципалитета нашёл действительные сведения о создании и переименовании города.
Трасса крупнейшей автомобильной гонки, Ралли Чако (исп.), в настоящее время проходит вблизи Марискаль-Эстигаррибии.

## Вопрос о размещении военной базы
Марискаль-Эстигаррибия является городом-площадкой для международного аэропорта имени Луиса Марии Арганьи (англ., код ИАТА — ESG), который в некоторых сообщениях СМИ фигурировал в качестве военной базы США из-за наличия доступа к стратегически важному региону — Тройной границе.
Группа из 400 американских военных прибыла в Парагвай в июле 2005 года, вскоре после того, как сенат Парагвая даровал им право дипломатической неприкосновенности. Каждый год через Парагвай проходят сотни американских военнослужащих, хотя военное ведомство утверждает, что количество единовременно пребывающих в стране американских солдат колеблется между 10 и 20 лицами.
Согласно аргентинской газете Clarín, военная база США является стратегически важной точкой по следующим причинам: расположение вблизи Тройной границы, пролегающей между Парагваем, Бразилией и Аргентиной; близость к водоносному горизонту Гуарани; близость к Боливии (менее 200 км) в тот же «момент, когда вашингтонская лупа исследует Альтиплано и указывает на венесуэльского Уго Чавеса — „регионального демона“ в представлении администрации Буша — в качестве зачинщика нестабильности в регионе».
Правительство Парагвая и США отрицают, что в данном городе располагается военная база. Представитель Вашингтона утверждал, что «…краткосрочное размещение военнослужащих США произведено согласно договоренности о серии совместных учений с парагвайскими военными в период с июля 2005 до декабря 2006 года. Срок пребывания большинства военнослужащих на территории Парагвая составит не более 45 дней». Бразильское еженедельное новостное издание, КартаКапиталь, 25 апреля 2008 года опубликовало статью-расследование, в которой опровергла версию о так называемой теории заговора относительно размещения военной базы.

## Климат
Климат континентальный субтропический, который характеризуется высокими температурами, даже в зимний период, но, в отличие от тропического климата, зимой имеет место так называемый «мягкий мороз». Средняя температура составляет 24°С.
Данное поселение является одним из самых жарких в южном полушарии, считается «Полюсом тепла Южной Америки». Несмотря на тяжелую жару, преобладающую в течение всего года, зимой температурный минимум может достигать 0 °C один или два раза в году. Среднегодовое количество осадков низкое, приблизительно 800 мм. Мягкие зимы, со средней температурой от 19 °C. Пасмурные дни чаще встречаются в зимнее время. Зимой дождевые осадки минимальны: либо отсутствуют, либо проявляются в виде очень слабой мороси.